# Alba (Pennsilvània)
Alba és una població dels Estats Units a l'estat de Pennsilvània. Segons el cens del 2000 tenia 186 habitants.

## Demografia
Segons el cens del 2000, Alba tenia 186 habitants, 70 habitatges, i 49 famílies. La densitat de població era de 105,6 habitants per quilòmetre quadrat.
Dels 70 habitatges en un 32,9% hi vivien nens de menys de 18 anys, en un 61,4% hi vivien parelles casades, en un 5,7% dones solteres, i en un 30% no eren unitats familiars. En el 21,4% dels habitatges hi vivien persones soles el 10% de les quals corresponia a persones de 65 anys o més que vivien soles. El nombre mitjà de persones vivint en cada habitatge era de 2,66 i el nombre mitjà de persones que vivien en cada família era de 3,24.
Per edats la població es repartia de la següent manera: un 29,6% tenia menys de 18 anys, un 5,4% entre 18 i 24, un 25,8% entre 25 i 44, un 25,8% de 45 a 60 i un 13,4% 65 anys o més.
L'edat mediana era de 36 anys. Per cada 100 dones de 18 o més anys hi havia 84,5 homes.
La renda mediana per habitatge era de 26.250 $ i la renda mediana per família de 34.375 $. Els homes tenien una renda mediana de 26.500 $ mentre que les dones 18.750 $. La renda per capita de la població era d'11.453 $. Entorn del 6,1% de les famílies i el 8,6% de la població estaven per davall del llindar de pobresa.

## Poblacions més properes
El següent diagrama mostra les poblacions més properes.